# Ludwig Erhard
Ludwig Erhard (Fürth, Njemačka, 4. veljače, 1897. – 5. svibnja, 1977.) bio je njemački političar i kancelar Zapadne Njemačke od 1963. do 1966.

## Život i djelo
Od 1913. do 1916. Erhard je bio trgovački šegrt. Nakon strukovnog obrazovanja radio je kao maloprodajni trgovac tekstilom u očevoj trgovini.
1916. godine pridružio se njemačkim vojnim snagama u Prvom svjetskom ratu kao artiljerac (topnik), borio se u Rumunjskoj i bio je opasno ozljeđen u blizini Ypresa 1918. Erhard nije više mogao raditi kao trgovac tekstilom i počeo je studirati ekonomiju, prvo u Nürnbergu, a kasnije u Frankfurtu na Majni.
Tijekom njegova boravka u Frankfurtu oženio je Luise Schuster. 1925. godine nakon što je diplomirao preselio se u Fürth i postao rukovoditelj u roditeljskog tvrci. Nakon tri godine postao je pomoćnik na institutu Institut für Wirtschaftsbeobachtung der deutschen Fertigware, da bi kasnije postao i pomoćnik direktora te iste ustanove.
Zahvaljujući njegovoj ozljedi nije se morao pridružiti njemačkim vojnim snagama u Drugom svjetskom ratu. Umjesto toga radio je na zamisli posljeratnog mira, međutim zabranili su je nacisti koji su proglasili apsolutni rat. Kao rezultat toga 1942. godine izgubio je posao, no nastavio je raditi na ideji u privatnosti. 1944. godine napisao je knjigu Kriegsfinanzierung und Schuldenkonsolidierung u kojoj je naveo da je Njemačka već izgubila rat. Poslao je svoje mišljenje Carlu Friedrichu Goerdeleru glavnoj osobi Widerstanda (Njemačkog pokreta otpora), koji ga je kasnije preporučio svojim suradnicima.
Nakon rata postao je ekonomski savjetnik američke vojne uprave u Bavarskoj, što ga je učinilo ministrom ekonomije Bavarskog kabineta Wilhema Hoegnera. Nakon što su američka i britanska uprava stvorili Bizonu (spojenu američku i bitansku okupacijsku zonu), 1947. Erhard je postao predsjednik Sonderstelle Geld und Kredit, stručne organizacije za financijsku obnovu.
1948. Bizonal Economic Council ga je izabrao za ministra ekonomije. Godinu kasnije izabran je u parlament Zapadne Njemačke, da bi te iste godine se pridružio CDU-u i postao ministar ekonomije kabineta Konrada Adenauera.
Nakon Adenauerove ostavke 1963. izabran je za drugog Zapadnonjemačkog kancelara s 279 glasova za i 180 glasova protiv. 1965. dobio je i svoj drugi mandat na mjestu Zapadnonjemačkog kancelara.
26. listopada 1966. raspala se koalicija FDP - CDU, nakon što su ministri koji su bili članovi FDP podnijeli ostavke. 1. prosinca 1966. Ludwig Erhard podnio je ostavku na mjesto Zapadnonjemačkog kancelara. Njegov nasljednik bio je Kurt Georg Kiesinger (CDU), koji je poveo veliku koaliciju (SPD - CDU).
Erhard se nastavio baviti politikom sve do svoje smrti 5. svibnja u Bonnu. Pokopan je u Gmundu, gradiću u blizini Tegernseea u Bavarskoj.